# Learning Object Metadata
Learning Object Metadata (LOM) è lo standard che fissa il minimo insieme di proprietà necessario per la gestione, l'allocazione e la valutazione dei learning object.

Lo standard LOM, approvato dall'IEEE (Institute of Electrical and Electronics Engineers) nel giugno 2002 e che porta il numero di codice 1484.12.1-2002, specifica uno schema dati 
concettuale che definisce la struttura di un'istanza di metadati per un learning object.

Per questo standard, un learning object è definito come ogni entità - digitale o non 
digitale - che possa essere utilizzata per l'apprendimento.
Il LOM è composto da nove aree descrittive, contenenti gruppi di attributi strutturati ad albero, per un totale di 70 elementi descrittivi:
1. Generale (General) - 11 campi: racchiude le informazioni generali sui learning object;
2. Ciclo di vita (Lifecycle) - 6 campi: racchiude le informazioni sulla vita del LO (versione, data di creazione, ecc.);
3. Meta-metadati (Meta-metadata) - 9 campi: fornisce informazioni sullo schema di metadati adottato;
4. Tecnico (Technical) - 12 campi: contiene informazioni sui requisiti e le caratteristiche tecniche del LO;
5. Didattico (Educational) - 11 campi: racchiude informazioni sulle proprietà didattiche del LO;
6. Diritti (Rights) - 3 campi: fornisce informazioni sui diritti intellettuali e simili del LO;
7. Relazioni (Relation) - 7 campi: contiene indicazioni sul legame tra l'oggetto e altri oggetti o risorse;
8. Annotazioni (Annotation) - 3 campi: contiene commenti sull'uso didattico del LO;
9. Classificazioni (Classification) - 8 campi: fornisce informazioni sul soggetto o la materia curricolare affrontata nel LO.

Il LOM è uno degli standard usati da SCORM come modello di riferimento per l'interoperabilità dei contenuti didattici.